# Линдси (деревня)
Ли́ндси (эст. Lindsi) — деревня в волости Сетомаа уезда Вырумаа, Эстония. Относится к нулку Мокорнулк.
До административной реформы местных самоуправлений Эстонии 2017 года входила в состав волости Меремяэ.

## География
Расположена в 22 километрах к востоку от уездного центра — города Выру и в 6 километрах от российско-эстонской границы. Расстояние до волостного центра — посёлка Вярска — 22 километра. Высота над уровнем моря — 105 метров.

## Население
По данным переписи населения 2011 года, в деревне проживали 6 человек, все — эстонцы (сету в перечне национальностей выделены не были).
Численность населения деревни Линдси:
| Год  | 2000 | 2011 | 2017 | 2018 | 2019 | 2020 | 2021 |
| ---- | ---- | ---- | ---- | ---- | ---- | ---- | ---- |
| Чел. | 8    | ↘ 6  | → 6  | ↗ 7  | ↘ 6  | → 6  | ↘ 5  |

## История
В письменных источниках 1561 года упоминается Займище, 1585 года — Барусовское Займище, примерно 1790 года — Заимище, 1872 года — Lindzi, 1885 года — Lindsi, 1904 года — Lińdzi, За́ймище, примерно 1920 года — Lintsi, 1923 года — Saimištše, 1945 года — Vindi, 1949 года — Саймисте.
На военно-топографических картах Российской империи (1866–1867 годы), в состав которой входила Лифляндская губерния, деревня обозначена как Займисье.
До 1585 года деревня принадлежала псковскому тысячнику Фёдору Соловцову, позже — Псково-Печерскому монастырю. В XVIII веке относилась к Тайловскому приходу (эст. Taeluva kogudus), в XIX веке входила в общину Обиница (эст. Obinitsa kogukond).
По данным этнографа и языковеда Юри Труусманна, часть жителей деревни были мульками.
В 1977–1997 годах Линдси официально была частью деревни Хярмя.

## Происхождение топонима
Основой русского топонима является слово «займище» (пойменный луг, заливной луг; земля, очищенная от кустарника под вспашку или посев).
Происхождение топонима Линдси неясно. Его можно сравнить с южно-эстонским заимствованием из латышского языка ′lindsiq → lentsid′ (часть сбруи) или выражением ′lintsi jääma′ (относительно пресного хлеба). Образование от эстонского слова ′lind′ («птица») тоже возможно, так как на диалектах юго-восточной Эстонии оно также обозначает лесное животное. Эстонский историк Энн Тарвель и языковед Карл Паюсаю в качестве основы топонима предлагали личное имя Лaурентиус (Laurentius → Lenz → Lindsi).